# Serviciul de probațiune
Probațiunea în dreptul penal este o perioadă de supraveghere a unui infractor, impusă de instanță, fiind o alternativă pedepsei cu închisoarea, o modalitate de intervenție prin activități cu fundament sociopedagogic, caracterizate printr-o combinație între supraveghere și asistență. Este aplicată infractorilor în funcție de personalitatea lor criminologică, a nivelului riscului de recidivă, scopul principal, fiind acela de a oferi persoanei supuse probațiunii posibilitatea de a-și modifica atitudinea față de viață în societate și de a se reintegra în mediul social, la libera sa dorință și fără riscul de implicare repetată în acțiuni infracționale.
Participă și în faza de executare a hotărârii penale, întocmind rapoarte cu propuneri de eliberare condiționată, de acordare de recompense pentru condamnat și acordând asistență socială și consiliere victimelor infracțiunilor și condamnatului.
Referatele de evaluare se substituie mai vechilor anchete sociale în cauzele cu infractori minori, astfel încât neefectuarea referatului de evaluare a persoanei, obligatorie potrivit legii în cauzele cu infractori minori, se sancționează cu nulitatea absolută.

## Sistemul de probațiune
Sistemul de probațiune diferă de la stat la stat în privința condamnaților ce pot fi supuși supravegherii. În unele ajung numai persoanele condamnate pedepse non-privative, așa numitele sentințe comunitare (executarea pedepsei sub formă de muncă în folosul comunității, pedeapsă cu suspendare) alternative pedepsei cu închisoarea. În altele, probațiunea include, de asemenea, supravegherea persoanelor liberate condiționat înainte de termen din locurile de detenție.
Persoana supusă probațiunii este obligată să respecte anumite condiții stabilite de instanța de judecată, fiind sub supravegherea unui ofițer/consilier de probațiune. Condamnatul este preîntâmpinat că în cazul în care nu respectă obligațiunile impuse de judecător fie de consilierul de probațiune responsabil de caz, acesta din urmă solicită instanței de judecată schimbarea măsurii de pedeapsă.
În mod obișnuit, condamnații aflați în supravegherea serviciului de probațiune trebuie să se abțină de la posesia armelor de foc, pot fi obligați să participe la un program corecțional, să execute pedeapsa comunitară (să muncească în folosul comunității), să nu schimbe locul de trai fără înștiințarea consilierului de probațiune. De asemenea, poate fi interzis contactul cu victimele (cum ar fi fostul partener într-un caz de violență în familie), potențialele victime ale infracțiunilor similare (cum ar fi minorii, în cazul în care infracțiunea respectivă implică abuzuri sexuale asupra copiilor) sau infractori cunoscuți, în special co-inculpați. În plus, restricțiile pot include o interdicție privind consumul băuturilor alcoolice, chiar dacă alcoolul nu a fost implicat în acuzațiile inițiale penale. Persoanele supuse probațiunii pot fi monitorizate electonic, fapt ce permite urmărirea mișcării/deplasării condamnatului. Acest sistem este foarte eficativ, în special, în cazul persoanelor condamnate cu obligațiuni de a nu frecventa anumite localuri, fie domiciliul victimei. De asemenea, condamnații sunt obligați să se supună repetării testelor de alcool / droguri sau să participe la tratament alcoolic / psihologic.

## Originile probațiunii
Originile probațiunii se găsesc în cadrul sistemului de drept anglo-saxon, în Legea Justiției de Pace din anul 1361, care pentru prima dată în istorie a reglementat instituția suspendării pronunțării hotărârii de condamnare. Este evident că probațiunea a fost rezultatul unei succesiuni de fenomene prin care s-a manifestat dorința de umanizare a justiției, precum și spiritul novator și avangardist al unor judecători care dispuneau de o autoritate absolută. Din punct de vedere etimologic, termenul probațiune provine din latinescul „probatio“ – perioadă de încercare. Acei condamnați care au demonstrat de-a lungul perioadei stabilite dorința de a se schimba, prin îndeplinirea condițiilor impuse, sunt iertați și liberați.
Alte informații concrete cu privire la originile probațiunii se întâlnesc în sec. al XIX-lea, atunci când misionarii care activau pe lângă tribunalele poliției (1876) i-au convins pe judecători să le încredințeze spre îndreptare anumiți delicvenți, în special pe aceia care aveau probleme cu consumul de alcool. Conform opiniei misionarilor, consumul de alcool reprezenta principala cauză a delicvenței, interdicția consumului de alcool fiind, de altfel, principala obligație stabilită în sarcina condamnaților. Semnificativ în acest sens este și implicarea lui John Augustus, un filantrop, care a intervenit în cazul unui infractor ”bețiv”, a convins judecătorul din cadrul Tribunalului de Poliție din Boston (1841) să nu aplice privarea de libertate, fiind posibilă reabilitarea acestuia.
În Statele Unite ale Americii apariția probațiunii a fost determinată de profundele modificări care au avut loc, la sfârșitul secolului al XIX-lea, în cadrul justiției britanice, dreptul englez având în acea perioadă o puternică influență asupra celui american. În anul 1878, statul Massachusetts a fost primul stat nord-american care a adoptat o lege în domeniul probațiunii, care prevedea, printre altele, dreptul primarului din Boston de a angaja primul ofițer de probațiune. Ulterior, până în anul 1900, alte câteva state au adoptat legi privind probațiunea, deși au existat și numeroase alte state care aplicau această instituție, prin similitudine, fără a avea o lege în acest sens, în aceeași perioadă producându-se și ample reforme ale sistemului penitenciar, ca urmare fiind constituite o serie de asociații în domeniu. În 1916, Curtea Supremă a Statelor Unite, în Hotărârea de la Killets, a declarat că un judecător federal (Killets) nu avea puterea de a suspenda o sentință. Această decizie a condus la adoptarea Legii Națională cu privire la probațiune (1925), permițând astfel instanțelor să suspende impunerea încarcerării și să dispună termenul de probă.
Massachusetts a dezvoltat primul sistem de probațiune în întreaga țară în 1878 , iar până în 1920 s-a răspândit în alte 21 de state. Odată cu intrarea în vigoare a Legii naționale cu privire probațiunii din 5 martie 1925, semnat de președintele Calvin Coolidge, a fost înființat Serviciul Federal de Probațiune.
În anul 1938 a fost adoptată Legea federală privind delicvența juvenilă, prin care probațiunea poate fi aplicată atât infractorilor minori, cât și celor adulți. Probațiunea a apărut și s-a dezvoltat în mod similar și în alte state, cum ar fi: Australia, Noua Zeelandă, Canada,Africa de Sud etc.
La nivel de stat, în conformitate cu Legea Penală din 1936, un grup de state a încheiat un acord cunoscut sub numele de Acordul interstatal privind supravegherea persoanelor condamnate cu suupendare și persoanelor liberate condiționat înainte de termen, semnat inițial de 25 de state în 1937. Până în 1951, toate statele din Statele Unite ale Americii au avut un sistem de probațiune de lucru și au ratificat Acordul. În 1959, noile state din Alaska și Hawaii, Commonwealth of Puerto Rico și teritoriile Insulelor Virgine, Guam și Samoa Americană au ratificat actul.

## Probațiunea în România
Serviciul de probațiune este o instituție care activează în domeniul justiției penale. Conceptul de probațiune (in sensul de reintegrare a persoanelor aflate în conflict cu legea penală) este unul relativ nou în spațiul juridic românesc, acesta aparând în perioada de după 1990. Este alcătuit din consilieri de probațiune care intervin în procesul penal, în esență pentru promovarea alternativelor la detenție, întocmirea referatelor de evaluare a persoanelor atât în faza de urmărire penală cât și în cea de judecată. De asemenea, la solicitarea expresă a organelor de urmărire penală sau a instanței de judecată, participă la modalitațile speciale de ascultare a părții vătămate și civile, precum și a martorilor care au nevoie de protecție în timpul procesului penal, respectiv a căror viață, integritate corporală sau libertate le sunt puse în pericol, la solicitarea acestora.

### Istoria probațiunii în România
Istoria probațiunii din România a consemnat, succesiv, evoluția ideii de probațiune, din faza de proiect pilot, dezvoltat de Penitenciarul de Maximă Siguranță din Arad (1996), la cea de proiect dezvoltat în 9 orașe din țară (1998), ca, începând din septembrie 2000, probațiunea să intre într-o etapă nouă de dezvoltare instituțională, de extindere la nivel național, datorită reglementării statutului serviciilor de probațiune și a activității consilierilor de probațiune, prin Ordonanța de guvern 92/2000 privind organizarea și funcționarea serviciilor de reintegrare și supraveghere.
Din anul 2000 se organizează, la nivelul  Ministerului Justiției, Direcția de Probațiune, care are în subordine 41 de servicii de probațiune la nivel național. Serviciile județene de probațiune astfel înființate funcționau pe lângă tribunale și depindeau din punct de vedere financiar de tribunale. În același timp, serviciile de probațiune se aflau și în subordinea Direcției de Probațiune din Ministerul Justiției, din punct de vedere al implementării strategiilor de dezvoltare și de aplicare a reglementărilor care vizau activitatea profesională: angajarea personalului, perfecționare, formare continuă, supervizare.
Evoluția instituției probațiunii a însemnat nu numai extinderea ei spațială pe întreg teritoriul țării, ci și consolidarea prin derularea unor activități menite fie să completeze cadrul legal care reglementa activitatea consilierilor, prin precizări de natură să contureze sfera de intervenție a acestei categorii de personal, fie să asigure formarea personalului pentru ocuparea unor poziții în organigrama instituției. Au fost elaborate documentele care asigură funcționarea oricărei instituții: Codul deontologic al personalului de reintegrare socială și supraveghere și Regulamentul de ordine interioară al serviciilor de protecție a victimelor și reintegrare socială a infractorilor. Procesul de instituționalizare a probațiunii, evoluția acesteia, de la o idee transpusă în cadrul unui proiect pilot, până la crearea unui sistem național cu 41 de servicii județene, a beneficiat de suportul financiar și logistic al unor state cu tradiție în domeniul probațiunii. Este vorba de Marea Britanie și Olanda, care au acordat sprijin financiar și asistență tehnică pentru pregătirea personalului în domeniul dezvoltării practicilor din probațiune, management informațional și strategic. Astfel, începând din perioada 1998–2003, guvernul Marii Britanii a finanțat prin DFID programul „Probațiunea în România”, iar guvernul olandez programul Natra „Înființarea Serviciului de Probațiune în Municipiul București” (2000–2003). 
În România, instituția probațiunii s-a construit în jurul ideii necesității dezvoltării unui sistem de măsuri alternative de sancționare a infractorilor, măsuri care să facă posibilă degrevarea sistemului penitenciar de eticheta supraaglomerării și, în același timp, să permită „reabilitarea juridică și socială a persoanelor care au comis infracțiuni, scăderea riscului de a se mai comite infracțiuni și prevenirea săvârșirii de noi infracțiuni, protecția publicului și a victimelor/creșterea gradului de siguranță socială, repararea prejudiciului față de comunitate”
Toate activitățile derulate de consilierii de probațiune aveau drept obiective majore: 
- asigurarea unui control asupra persoanei condamnate prin supravegherea modului în care aceasta respectă măsurile/obligațiile ce i-au fost impuse de către instanțele de judecată;
- identificarea nevoilor criminogene ale persoanelor supravegheate;
- motivarea persoanelor supravegheate pentru a se angaja în procesul de schimbare comportamentală;
- oferirea de suport pentru a menține comportamentul dezirabil obținut prin intervenție; e. asigurarea unui management al riscului adecvat rezultatelor obținute prin evaluare;
- facilitarea posibilității persoanei sancționate de a recompensa comunitatea vătămată prin infracțiune.

Inițial, în cadrul serviciilor de probațiune (SP) se desfășurau, în principal, două tipuri de activități: redactarea de referate de evaluare pentru minorii și adulții care au comis infracțiuni și supravegherea persoanelor pentru care instanța a dispus respectarea măsurilor și obligațiilor,  a minorilor condamnați condiționat sau față de care s-a luat o măsură educativă a libertății supravegheate potrivit Codului Penal. Activitatea de redactare a referatelor de evaluare presupunea culegerea de informații privind infractorul, mediul familial și grupul de prieteni, în scopul identificării factorilor de risc, care ar putea duce la reiterarea infracțiunilor, dar și a factorilor care pot contribui la evoluția infractorului în sens pozitiv, prin intervenția familiei, prietenilor, a școlii sau a altor persoane. Al doilea tip de activitate, cel de supraveghere, presupunea intervenția consilierului de probațiune în sensul asigurării respectării măsurilor menționate de lege: prezentarea regulată la SP, informarea SP despre deplasările cu o durată mai mare de 8 zile în afara localității de domiciliu (localitatea în care se deplasează, durata, adresa la care stă), informații despre resursele și mijloacele de existență, motivele schimbării locului de muncă. Supravegherea presupunea și respectarea obligațiilor: de a avea un loc de muncă, de a urma cursurile școlare sau de calificare, de a nu frecventa anumite locuri, de a nu schimba domiciliul, de a nu depăși limitele spațiale impuse de lege, de a nu conduce mașini, de a urma tratamentele și îngrijirile medicale necesare dezintoxicării. Începând din anul 2006, responsabilitățile consilierilor de probațiune au crescut, ca urmare a intrării în vigoare a Legii nr. 275/2006 privind executarea pedepselor și a măsurilor dispuse de organele judiciare în cursul procesului penal. Conform acestei legi, consilierii de probațiune aveau obligația de a participa la unele activități desfășurate în cadrul penitenciarelor din aria de competență teritorială – este vorba despre comisiile de individualizare a pedepselor și comisiile de liberare condiționată. În ceea ce privește categoriile de beneficiari ai serviciilor de probațiune, se evidențiază prezența mai multor categorii de persoane condamnate pentru diverse infracțiuni, în general infracțiuni care au un grad mic de periculozitate, persoane care se află în supravegherea SP, ca urmare a unei decizii judecătorești (minori sancționați cu măsura libertății supravegheate și adulți pentru care s-a dispus suspendarea executării pedepsei sub supravegherea SP, persoane bolnave HIV/TBC, consumatori de droguri, persoane cu tulburări mintale) și persoane condamnate pentru diverse infracțiuni, aflate în penitenciar și care se pregătesc pentru liberarea condiționată. Indiferent de vârsta sau motivul pentru care au intrat în evidența serviciilor de probațiune, beneficiarii (termenul de  beneficiar  desemnează orice persoană care intră în evidența SP: persoana pentru care se elaborează referat de evaluare, fie persoana condamnată la executarea pedepsei sub supraveghere, fie persoana care se află în penitenciar pentru executarea unei pedepse privative de libertate) sunt tratați de consilierii de probațiune în conformitate cu principiile care fac obiectul recomandărilor Uniunii Europene, dar și al altor documente internaționale, care reglementează drepturile omului: dreptul la autodeterminare, imparțialitatea, deschiderea și respectul, onestitatea, evitarea discriminării pe orice temei, acceptanța, confidențialitatea datelor referitoare la infractor.
Consilierii de probațiune au fost formați pentru a oferi servicii complexe beneficiarilor. Consilierii de probațiuneau  au devin manageri de caz în relație cu persoanele condamnate care le-au fost repartizate. Intervenția consilierilor de probațiune în cazul solicitărilor de întocmire de referate de evaluare este destul de limitată, consilierul fiind doar persoana care culege informații despre învinuit/inculpat și elaborează referatul conform standardelor. Situația se schimbă atunci când este vorba despre activitatea de supraveghere, când rolul consilierului de probațiune devine mai important și datorită complexității intervenției care se întinde pe o perioadă mai lungă de timp (de la 2 ani până la maximum 9 ani, în funcție de sentință). În perioada de supraveghere, în calitate de manager de caz, consilierul are obligația să inițieze toate activitățile necesare și legale pentru ca beneficiarul să respecte sentința instanței de judecată (care conține măsurile și obligațiile generale și speciale valabile pentru fiecare caz). Dincolo de intervenția în sensul asigurării respectării dispozițiilor legale pe care le primește orice beneficiar care intră în evidența serviciilor de probațiune, ca manager de caz consilierul oferă asistență și consiliere fiecărei persoane supravegheate. Consilierul are obligația de a interveni punctual, în funcție de situația fiecărui beneficiar, în sensul rezolvării problemelor identificate pe parcursul evaluării. De altfel, încă de la primele întâlniri cu beneficiarii, consilierul de caz realizează o evaluare inițială a nevoilor (nevoia de a avea o locuință, un loc de muncă, de a urma cursuri profesionale, ședințe de consiliere psihologică, de a beneficia de asistență medicală) și întocmește un plan individual de supraveghere în care precizeză tipurile de nevoi identificate, obiectivele și activitățile care urmează a fi derulate pentru satisfacerea acestora. Întrucât pentru satisfacerea unor nevoi este necesară intervenția mai multor persoane (membrii familiei beneficiarului, prieteni, specialiști), consilierul și beneficiarul stabilesc împreună persoanele care pot ajuta la atingerea obiectivelor stabilite în cadrul planului. Prezentarea aspectelor generale privind instituția probațiunii în România, descrierea succintă a principalelor activității derulate de consilierii de probațiune constituie elementele de introducere a cititorului puțin familiarizat cu informațiile privind această instituție recent apărută ca urmare a necesității adaptării sistemului juridic românesc la normele europene cuprinse în acquis-ul comunitar. Instituția probațiunii a luat naștere nu numai din considerente de ordin economic, ci și din necesitatea implementării recomandărilor europene privind dezvoltarea sancțiunilor alternative la pedeapsa cu închisoarea, la nivelul sistemului juridic românesc și al respectării prevederilor documentelor internaționale anterior semnate: Convenția Europeană a Drepturilor Omului și Convenția Europeană privind Prevenirea Torturii.
Serviciul de probațiune este responsabil de efectuarea supravegherii în comunitate a modului în care persoanele condamnate își respectă măsurile și obligațiile impuse de către instanța de judecată. Este vorba de sancțiunile măsurii educative a libertății supravegheate și a suspendării executării pedepsei sub supraveghere.
O altă competență a serviciilor de probațiune este aceea a consilierii psihologice și acordării altor forme de asistență victimelor unor infracțiuni în baza Legii 211/2004.
Reprezentanți ai serviciilor de probațiune participă la comisiile de individualizare a executării pedepselor precum și la comisia de liberări condiționate din penitenciare.

## Principii și valori ale probațiunii
Principiile ce stau la baza practicii probațiunii sunt următoarele:
- activitatea sistemului de probațiune se desfășoară în condiții care să asigure respectarea drepturilor și libertăților fundamentale ale omului, orice restrângere a acestora fiind posibilă numai în limitele inerente naturii și conținutului pedepselor și măsurilor stabilite prin hotărârea judecătorească și în condițiile care decurg din specificul intervenției, în funcție de gravitatea faptei și riscul de săvârșire a unor infracțiuni

- activitatea sistemului de probațiune se desfășoară în condiții care să respecte demnitatea persoanei și care să nu îngrădească exercitarea dreptului la viața privată a acesteia și a familiei sale mai mult decât este inerent naturii și conținutului intervenției

- în cadrul sistemului de probațiune, orice activitate se desfășoară fără nicio discriminare pe temei de rasă, naționalitate, etnie, limbă, religie, gen. orientare sexuală, opinie ori apartenență politică, avere, origine socială, vârstă, dizabilitate. boală cronică necontagioasă sau infecție HIV/SIDA ori pentru alte împrejurări de același fel

- activitatea sistemului de probațiune se desfășoară cu respectarea legii și a hotărârilor judecătorești

- activitatea sistemului de probațiune se desfășoară cu respectarea confidențialității și a regulilor de protecție a datelor cu caracter personal, prevăzute de reglementările în materie

- activitatea de probațiune se desfășoară cu respectarea, de către consilierul de probațiune, respectiv de către instituțiile din comunitate și alte autorități și instituții publice, a principiilor, valorilor și metodelor managementului de caz în procesul de supraveghere

- consilierul de probațiune urmărește abordarea interdisciplinară a fiecărui caz și coordonează activitățile derulate în colaborare cu instituțiile din comunitate, pentru acoperirea nevoilor persoanei și menținerea gradului de siguranță a comunității. Informarea se face într-o limbă, respectiv limbaj pe care persoana îl înțelege, prin intermediul unui traducător și interpret autorizat sau prin intermediul unui interpret de limbaj mimico-gestual, în situația în care persoana nu vorbește sau nu înțelege limba română, respectiv nu se poate exprima. în cazul cetățenilor români aparținând minorităților naționale, informarea se face în limba lor maternă, la cererea persoanei evaluate

- consilierul de probațiune informează persoana cu privire la natura și conținutul principalelor acte îndeplinite în cadrul activității de probațiune și urmărește obținerea consimțământului acesteia cu privire la derularea actelor respective. Informarea poate fi făcută și de către un consilier de probațiune care cunoaște limba sau limbajul utilizat de către persoana în cauză, cu acordul acesteia

- personalul care își desfășoară activitatea în cadrul sistemului de probațiune are o pregătire de specialitate în acord cu responsabilitățile stabilite prin lege în sarcina acestuia și urmărește, în derularea activității, atingerea unor standarde înalte de profesionalism și respectarea normelor de etică și deontologie profesională

- în cadrul sistemului de probațiune. activitatea se derulează cu respectarea principiului integrității, prin realizarea acțiunilor în mod responsabil, transparent, imparțial și prin utilizarea judicioasă a resurselor disponibile

Sistemul de valori care stă la baza activității de probațiune apropie acest domeniu, dar îl și deosebește de alte profesii. Probațiunea aduce în atenția societății ideile eticii sociale, ale solidarității, ajutorului, grijii față de alții, includerii și acceptării altora.
Următoarele valori ale probațiunii s-au impus ca având o calitate recunoscută internațional:
- respect pentru persoane, valoarea umană, integritate și intimitate

- echitate, deschidere și responsabilitate

- reconcilierea dintre infractori și comunitățile de care aparțin

- nediscriminarea pe niciun temei persoanelor care au comis fapte penale

- sprijinirea și încurajarea permanentă a persoanelor supravegheate, asistate și consiliate. în vederea reintegrării lor în societate și în vederea asumării responsabilității propriilor acțiuni prin formarea unei atitudini corecte față de muncă, ordinea de drept și regulile de conviețuire socială[11].

## Activități principale

### Algoritmul întocmirii referatului presentențial de evaluare psiho-socială a personalității
Referatul presentențial de evaluare psihosocială a personalității bănuitului, învinuitului sau inculpatului este un document scris, întocmit de către consilierul de probațiune, la solicitarea judecătorului, organului de urmărire penală, sau a procurorului.
Referatul presentențial de evaluare psihosocială cuprinde informații referitoare la: profilul psiho-social al bănuitului, învinuitului, inculpatului, mediul familial, precum și evoluția persoanei din punct de vedere educațional și profesional; mediul social, mobilitatea (geografică, socială, profesională); problemele de ordin social și individual, inclusiv psiho-emoționale cu care se confruntă persoană; probleme de sănătate, dependențe cu impact criminogen; atitudine față de faptă, consecințe, victimă.
 Model de structură a referatului: 
1. Introducere:
- Numele și prenumele bănuitului, învinuitului sau inculpatului;

- Data, luna și anul nașterii;

- Domiciliul sau reședința;

- Calificarea juridică a faptei pentru care persoana este bănuită, învinuită sau inculpată;

- Organul care a solicitat întocmirea referatului;

- Data solicitării întocmirii referatului;

- Numele și prenumele consilierului de probațiune ce a întocmit referatul.

2. Sursele de informații:
- Surse contactate;
- Surse documentare.

3. Date privind personalitatea bănuitului, a învinuitului sau a inculpatului:
- Mediul familial și social, care descrie domeniile de bunăstare a peersoanei (siguranță, sănătate, realizare, gradul de supraveghere și îngrijire în familie, auto-respect, responsabilitate, incluziune);
- Nivelul de instruire;
- Încadrarea în câmpul muncii;
- Cercul de prieteni.

4. Date privind comportamentul bănuitului, învinuitului sau inculpatului:
- Comportamentul persoanei înainte de presupusa infracțiune comisă;

- Comportamentul persoanei după presupusa infracțiune comisă.

5. Factorii care influențează sau pot influența conduita generală a persoanei pentru care a fost solicitată întocmirea referatului:
- Factori de natură să inhibe dezvoltarea comportamentului infracțional;

- Factori de natură să accentueze dezvoltarea comportamentului infracțional.

6. Perspectivele de reintegrare în societate